# Francis Howard (5e baron Howard d'Effingham)
Pour les articles homonymes, voir Francis Howard.
Francis Howard, 5e baron Howard d'Effingham (ch. 1643 - 30 mars 1694) est membre de la famille Howard, descendant du célèbre commandant naval Lord High Admiral Howard, et gouverneur de la Couronne de Virginie (1683 -1692).

## Famille
Il est le fils de Charles Howard et de Frances Courthope. Le grand-père paternel de Francis Howard est le cousin germain de Charles Howard (2e comte de Nottingham) et de Charles Howard (3e comte de Nottingham). Son grand-père maternel est George Courthope de Whiligh, dans le Sussex. Francis est baptisé le 17 septembre 1643 à Great Bookham près d'Effingham dans le Surrey. Le 8 juillet 1673, il épouse Philadelphia Pelham, fille de Thomas Pelham (2e baronnet) Pelham de Laughton et demi-tante de Thomas Pelham (1er baron Pelham). Francis et Philadelphia sont les parents de Thomas Howard, 6e baron Howard d'Effingham et Francis Howard (1er comte d'Effingham) ainsi qu'un autre fils et trois filles.
En 1681, le cousin de Howard, le 3e comte de Nottingham, meurt sans héritier mâle ; ses deux demi-frères non plus. Le comté est déclaré éteint, mais le titre de baron Howard d'Effingham est transmis à Francis Howard.

## Virginie
Lord Howard est nommé gouverneur de Virginie en 1683. Sa famille s'y installe en février 1684 et Howard vit principalement à la plantation Rosegill dans le comté de Middlesex. Howard commence ses fonctions de gouverneur le 16 avril 1684. Le précédent gouverneur, Thomas Culpeper (2e baron Culpeper), est parti subitement en 1683. Il est remplacé par le gouverneur par intérim Nicholas Spencer, cousin de Culpepper, agent et président du Conseil, jusqu'à l'arrivée de Lord Howard neuf mois plus tard,.
Le 23 juin 1684, Lord Howard quitte la Virginie pour Albany, New York, avec sa fille Philadelphie, où lui et le gouverneur de New York Thomas Dongan négocient un traité de paix en juillet avec les membres de la Confédération iroquoise,. Le traité réussit à mettre fin à une série de raids de la nation Seneca la plus occidentale, dont les guerriers ont voyagé vers le sud jusqu'à la frontière de la Virginie. Bien que les Iroquois aient admis avoir rompu la chaîne d'alliance, Howard et Dongan s'abstiennent d'exiger des réparations dans l'espoir qu'ils continueraient à attaquer les rivaux britanniques en Nouvelle-France. Pendant leur séjour à New York, Howard et sa fille restent chez Dongan et passent une grande partie de leur temps à socialiser. Howard est impressionné par le style de vie de New York, par rapport à celui de Virginie, et exhorte sa femme à apporter de l'argent d'Angleterre. Lady Howard arrive en Virginie, mais meurt l'année suivante, le 13 août 1685 à l'âge de 31 ans. Leur fille, Margaret Frances, est décédée alors qu'elle accompagne le corps de Lady Howard, transportée pour son retour en Angleterre.
En 1687, Howard se rend à nouveau à New York pour négocier avec les Iroquois, avec un arrêt à Philadelphie en chemin. Malgré ses efforts de négociation, Howard est impopulaire parmi les Virginiens. Il ordonne que personne dans la colonie ne puisse utiliser une presse à imprimer pour quelque raison que ce soit et essaie d'obtenir le pouvoir d'annuler les lois et de prélever des impôts,. Les concessions de terres ne peuvent être accordées que si Lord Howard reçoit une redevance. Il crée une cour d'équité et se nomme lord chancelier. En 1687, il expulse le colonel Philip Ludwell du Conseil de Virginie, le qualifiant de « complice de la fomentation de différends sur lesquels l'Assemblée était si obstinée ». L'expulsion se retourne cependant contre lui lorsque la popularité de Ludwell qui en résulte conduit à une rencontre avec le roi Guillaume. Une réunion réussie avec le roi conduit à la restauration du siège du conseil de Ludwell le 7 mai 1691.

## Fin de carrière
Howard quitte la Virginie pour l'Angleterre le 20 octobre 1688. Il vit principalement à Little Chelsea à Kensington, puis dans le Middlesex,. Il est autorisé à rester gouverneur de Virginie à la moitié du salaire. Nathaniel Bacon, Sr., qui administre la colonie pendant le temps où Howard est à New York en 1684, le fait à nouveau pendant que Howard est en Angleterre jusqu'à l'arrivée de son adjoint, Francis Nicholson, le 16 mai 1690,. Howard se remarie le 20 janvier 1690 à Susan Felton, fille de Henry Felton, baronnet, et veuve de Philip Harbord. Ses funérailles ont lieu à St Giles in the Fields.